# .22 TCM

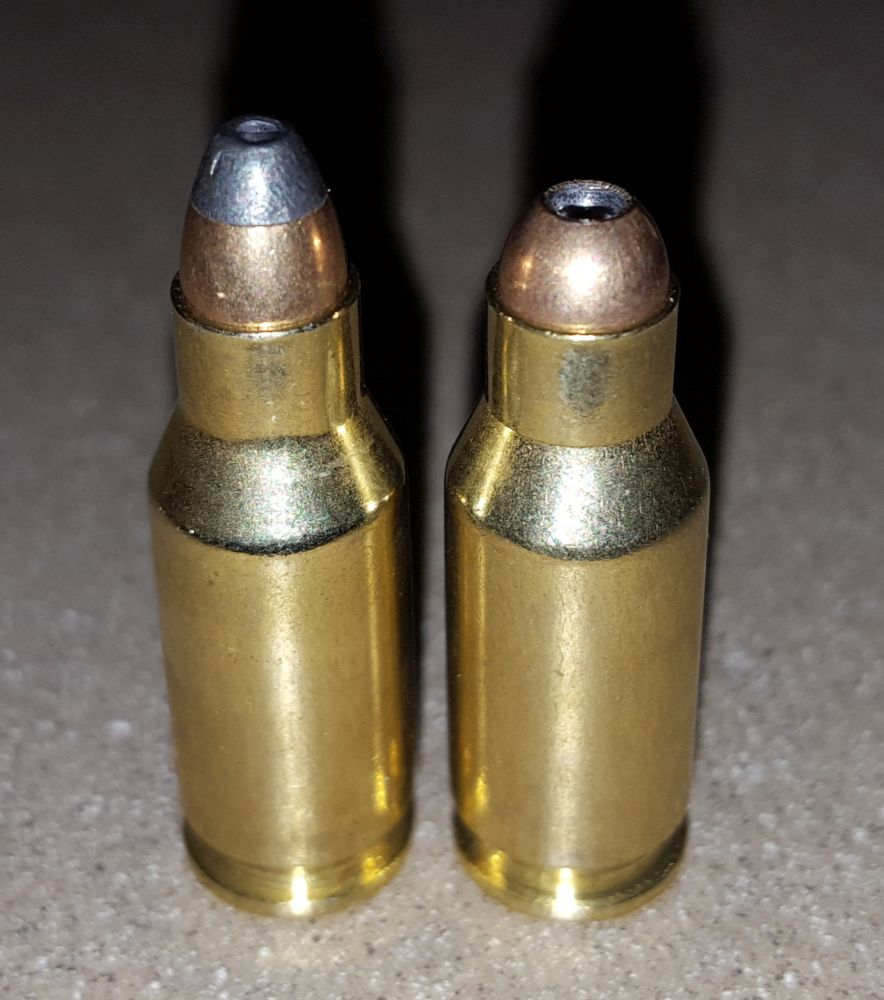
Um cartucho .22 TCM padrão (esquerda)
e a variante "9R" (direita).

O .22 TCM ou 22TCM (.22 Tuason Craig Micromagnum) é um cartucho de fogo central metálico no estilo "garrafa" com "pescoço", criado a partir de um cartucho 5.56 NATO desenvolvido pelo armeiro Fred Craig e pela Rock Island Armory (RIA) para pistolas semiautomáticas e para o rifle "Rock Island M22 TCM" por ação de ferrolho. Antes do cartucho ser comercializado, ele era chamado de 22 Micro-Mag. Similar conceitualmente a outros cartuchos de pistola estilo "garrafa", como o .357 SIG, o .22 TCM usa uma bala mais leve para aumentar a velocidade e diminuir o recuo.
Com base no estojo do 5,56×45mm NATO ou no .223 Remington encurtado para que o ombro tenha aproximadamente o mesmo comprimento de um cartucho .38 Super Auto, o .22 TCM é um pouco mais longo que o onipresente 9x19mm Parabellum e projetado para ser disparado por uma linha de armas de fogo da RIA (que possibilitava a troca para canos de 9 mm) alimentadas por carregadores .38 Super Auto bifilares no estilo Para-Ordnance. Uma subvariante, o 22 TCM 9R, com uma bala mais curta e mais profundamente assentada, é projetada para uso em carregadores Glock limitados a cartuchos de 9 mm de comprimento padrão. As cargas padrão de fábrica são de ponta oca macia jaquetadas de 40 grãos e de 39 grãos para "9R".